# Inter partes
Inter partes es una locución latina que significa "entre las partes", utilizada en derecho para referirse a la aplicabilidad de una norma, un acto o un contrato.
Significa que una norma se aplica únicamente a los sujetos que lo celebraron o aprobaron, en contraposición con las normas erga omnes (frente a todos) que aplican a toda la generalidad. 
Normalmente, para que un contrato tenga efectos más allá de inter partes y sea oponible a terceros, es necesario que cumpla ciertas formalidades que normalmente tienen fines publicitarios, como haber sido inscritos en un registro público.